# Ramones: Raw
Ramones: Raw es un documental estadounidense de 2004 dirigido por John Cafiero acerca de la banda de punk Ramones. Según el baterista Marky Ramone, la aparición de Johnny Ramone en el documental representó la última contribución profesional del guitarrista a la banda, ya que falleció en septiembre del mismo año.

## Sinopsis
El documental presenta entrevistas de los músicos Johnny Ramone y Marky Ramone, además de material de archivo en el que aparecen miembros de la agrupación como Dee Dee Ramone, Joey Ramone y C.J. Ramone, y otros artistas como Drew Barrymore, Al Lewis, Lemmy, Debbie Harry y Carly Simon.